# Costus fissicalyx
Costus fissicalyx là một loài thực vật có hoa trong họ Costaceae. Loài này được N.R.Salinas, Clavijo & Betancur mô tả khoa học đầu tiên năm 2007.